# Bocksjötjärnen
Bocksjötjärnen är en sjö i Falu kommun i Dalarna och ingår i Testeboåns huvudavrinningsområde. Sjön har en area på 0,155 kvadratkilometer och ligger 336,3 meter över havet.

## Delavrinningsområde
Bocksjötjärnen ingår i det delavrinningsområde (676375-151351) som SMHI kallar för Inloppet i Bocksjön. Medelhöjden är 341 meter över havet och ytan är 0,89 kvadratkilometer. Det finns inga avrinningsområden uppströms utan avrinningsområdet är högsta punkten. Vattendraget som avvattnar avrinningsområdet har biflödesordning 3, vilket innebär att vattnet flödar genom totalt 3 vattendrag innan det når havet efter 100 kilometer. Avrinningsområdet består mestadels av skog (69 procent) och sankmarker (14 procent). Avrinningsområdet har 0,16 kvadratkilometer vattenytor vilket ger det en sjöprocent på 17,5 procent.